# The Need for Speed
Pour les articles homonymes, voir NFS.
The Need for Speed (titre anglais, littéralement « Le besoin de vitesse ») est un jeu vidéo de course développé par EA Canada et édité par Electronic Arts en 1994. Il est le premier épisode de la série Need for Speed. De plus, une version nommée Over Drivin' Skyline Memorial a été vendu en 1997 au Japon sur PlayStation et une Special Edition a été vendue en 1996 pour PC avec du contenu additionnel. 
Electronic Arts a travaillé conjointement avec la célèbre revue d'automobile américaine « Road & Track » pour rendre le comportement des véhicules et les bruits de moteurs plus réalistes.

## Modes de jeu
Le jeu propose quatre modes de jeu :
- Face à face : deux pilotes s'affrontent d'un point A à un point B. C'est le seul mode de jeu avec de la circulation et la police.
- Course simple : jusqu'à sept pilotes maximum affrontent le joueur sur un circuit.
- Contre-la-montre : le joueur doit réaliser son meilleur temps sur un circuit.
- Tournoi : le pilote qui a marqué le plus de point à l'issue de toutes les courses gagne.

Il est impossible physiquement pour le joueur de rouler hors de la piste, en effet il y a toujours des obstacles qui empêchent les joueurs de couper les virages.
Au cours du jeu, si le joueur est arrêté par la police il reçoit un ticket, au bout de 3 (2 sur la version Saturn) il est définitivement arrêté et perd la course.

## Contenu
Adaptation de la version originelle sortie sur la console 3DO, le jeu propose en plus des 4 circuits "ouverts" originels 5 circuits "fermés". Fait notable, sur Saturn, The Need for speed fut un des premiers jeux à proposer des vidéos plein écran de fort belle facture.
Le cinquième circuit nommé "Vegas" est un tracé rapide aux crêtes fourbues, à essayer avec la voiture spéciale déblocable nommée "Warrior", à la puissance extrême et aux traits typés années 1990.

### Voitures
Les voitures sont divisées en 3 classes et ne sont disponibles que dans une seule couleur :

#### Classe A
- Lamborghini Diablo VT noire
- Ferrari 512 TR rouge

#### Classe B
- Chevrolet Corvette (C4) ZR-1 verte foncée
- Dodge Viper RT-10 bleue
- Porsche 911 Carrera bleu foncé

#### Classe C
- Acura NSX argentée
- Mazda RX-7 jaune
- Toyota Supra rouge

Dans la version Over Drivin' Skyline Memorial il y a uniquement les voitures suivantes :
- Nissan R390 GT1
- Nissan Skyline C211
- Nissan Skyline S50
- Nissan Skyline 2000GT-R KPC-10
- Nissan Skyline 2000GT-R KPC-110
- Nissan Skyline GTS-X R31
- Nissan Skyline GT-R R32
- Nissan Skyline GT-R R33
- Nissan Skyline HR31

De plus, le jeu propose des véhicules non-jouables dans la circulation qui sont sous licence. À savoir:
- BMW Série 3 E30
- Chevrolet K-Series
- Chevrolet G20
- Ford Mustang SSP
- Ford Probe
- Honda CRX
- Isuzu Trooper
- Jeep Wrangler
- Nissan Axxess
- Pontiac LeMans
- Pontiac Sunbird
- Subaru Leone
- Toyota Corolla E70 Wagon
- Volkswagen Jetta

### Circuits
Le jeu d'origine contient 8 circuits dont 1 bonus et la Special Edition en contient 2 de plus. Il y a 2 types de circuits: ceux sur route ouverte, qui sont divisés en 3 segments et les circuits fermés.

#### Route ouverte
- City (grande ville)
- Coastal (routes côtières)
- Alpine (routes campagnardes, forestières et de montagne)

#### Circuits fermés
- Rusty Springs Raceway (circuit dans un désert)
- Autumn Valley Speedway (circuit moderne en automne)
- Vertigo Ridge (circuit en haute montagne)
- Lost Vegas (bonus) (inspiré de Las Vegas)
- Burnt Sienna (Special Edition) (ville fantôme du Far-West)
- Transtropolis (Special Edition) (grande ville industrielle)